# Flugplatz Bouca

i7
i11
i13
Der Flugplatz Bouca (französisch Aérodrome de Bouca, IATA-Code: BCF, ICAO-Code: FEGU) ist der Flugplatz von Bouca, einer Stadt in der Präfektur Ouham im westlichen Zentrum der Zentralafrikanischen Republik.
Der Flugplatz liegt am Nordrand der Stadt auf einer Höhe von 467 Metern parallel zur Route nationale 4. Seine Start- und Landebahn ist unbefestigt und verfügt nicht über eine Befeuerung. Der Flugplatz kann nur tagsüber und nur nach Sichtflugregeln angeflogen werden. Er verfügt nicht über reguläre Passagierverbindungen.